# 欧盟政治 (期刊)
《歐盟政治》（European Union Politics）是一份2000年起發行的學術期刊。該期刊每年出版4次，內容為研究歐盟成員國的政府、政治和各國之間的關係。目前，期刊的主編是德國康斯坦茨大學的Gerald Schneider。據2012年發佈的期刊引證報告指，《歐盟政治》的影響因子是1.774，在157份「政治科學」期刊中排名第14。

## 資料來源
1. ↑  .   [2014-05-31]. （原始内容存档于2016-10-24）.

## 外部連結
- 官方网站